# Liste de serments
 (février 2008).
Si vous disposez d'ouvrages ou d'articles de référence ou si vous connaissez des sites web de qualité traitant du thème abordé ici, merci de compléter l'article en donnant les références utiles à sa vérifiabilité et en les liant à la section « Notes et références ».
Les serments listés ci-dessous sont principalement ceux prêtés lors de la prise de leurs fonctions par des professionnels ou des responsables institutionnels.

## Serments professionnels

### Droit

#### EnAllemagne
- La formule du Serment des Juges est inscrite au §38 DRIG[1] (Loi Fédérale allemande relative aux Juges): « Je jure d'exercer la fonction de juge conformément à la Loi fondamentale de la République fédérale d'Allemagne et conformément à la loi, de juger en mon âme et conscience, sans acception de personnes et de ne servir que la vérité et la justice, Que Dieu m'en soit témoin (NB: en français, la locution sous-entend|sous-entendu : Que Dieu m'en soit témoin «et me vienne en aide»). ». Le serment peut également être prêté sans connotation religieuse
- La formule du Serment des avocats est inscrite au §12a BRAO[2] : « Je jure devant Dieu tout-puissant et omniscient, de respecter l'ordre constitutionnel et de remplir consciencieusement les devoirs d'un avocat; Que Dieu m'en soit témoin (NB: en français, la locution sous-entend|sous-entendu : Que Dieu m'en soit témoin «et me vienne en aide»). »[3] Le serment peut également être prêté sans connotation religieuse
- Les fonctionnaires sont tenus de prêter serment. Dans la fonction publique fédérale, la formule du serment est inscrite  au §64 BBG[4] (Loi Fédérale allemande relative aux fonctionnaires fédéraux (BBG) : « Je jure de respecter la Loi fondamentale et toutes les lois en vigueur en République fédérale d'Allemagne et de remplir consciencieusement les devoirs de ma charge, Que Dieu m'en soit témoin (NB: en français, la locution sous-entend|sous-entendu : Que Dieu m'en soit témoin «et me vienne en aide»). ».

#### EnBelgique
- Le Serment du Roi est inscrit art. 91 de la constitution belge : "Je jure d'observer la Constitution et les lois du peuple belge, de maintenir l'indépendance nationale et l'intégrité du territoire"
- Serment des membres de la Chambre des représentants et du Sénat : "Je jure d’observer la Constitution"[5].
- Serment des fonctionnaires de l’ordre judiciaire et administratif, les officiers de la garde civique et de l’armée : "Je jure fidélité au Roi, obéissance à la Constitution et aux lois du Peuple belge"[6].
- Serment des avocats : « Je jure fidélité au Roi, obéissance à la Constitution et aux lois du Peuple belge, de ne point m'écarter du respect dû aux tribunaux et aux autorités publiques, de ne conseiller ou défendre aucune cause que je ne croirai pas juste en mon âme et conscience. »[7]
- Serment des experts judiciaires : « Je jure de faire mon rapport en honneur et conscience, avec exactitude et probité. »
- Serment des témoins : « Je jure de parler sans haine et sans crainte, de dire toute la vérité, rien que la vérité. »
- Serment des militaires, des mandataires politiques et des fonctionnaires : « Je jure fidélité au Roi, obéissance à la Constitution et aux lois du Peuple belge. »
- Serment des traducteurs jurés : « Je jure fidélité au Roi, obéissance à la Constitution et aux lois du Peuple belge. Je jure de traduire fidèlement les discours à transmettre entre ceux qui parlent des langages différentes. »
- Serment des enseignants « Je m'engage à mettre toutes mes forces et toute ma compétence au service de l'éducation de chacun des élèves qui me sera confié. »

#### AuCanada
- Serment du procureur de la Couronne : « Je jure (ou affirme solennellement) que j'exercerai fidèlement, au mieux de ma compétence et de mon habileté, les devoirs, les pouvoirs et les charges du poste de procureur de la Couronne (ou procureur adjoint de la Couronne), sans favoritisme ni partialité. »

##### AuQuébec
L'avocat prête deux serments lors de son assermentation :
- Serment d'allégeance : « Je, (nom) jure (ou affirme solennellement) que je serai loyal et porterai vraie allégeance à l'autorité constituée et que je remplirai les devoirs de la profession d'avocat avec honnêteté et justice. »
- Serment d'office : « Je, (nom) jure (ou affirme solennellement) que je remplirai les devoirs de la profession d'avocat avec honnêteté, fidélité et justice. Je maintiendrai dans mes actes et mes paroles une attitude et une conduite respectueuses envers les personnes chargées de l'administration de la justice. J'exécuterai fidèlement les mandats qui me seront confiés. Je respecterai le secret professionnel. Je me conformerai au Code des professions, à la Loi sur le Barreau et aux règlements du Barreau et j'aurai toujours le souci de ne pas compromettre l'honneur et la dignité de la profession dans laquelle je m'engage aujourd'hui. »

#### EnFrance
- Serment des Mandataires judiciaires à la Protection des Majeurs:  "Je jure et promets de bien et loyalement exercer le mandat qui m'est confié par le juge et d'observer, en tout, les devoirs que mes fonctions m'imposent. Je jure également de ne rien révéler ou utiliser de ce qui sera porté à ma connaissance à l'occasion de l'exercice du mandat judiciaire."
- Serment de l'expert-comptable en France : « Je jure d'exercer ma profession avec conscience et probité, de respecter et faire respecter les lois dans mes travaux. »
- Serment des commissaires aux comptes : « Je jure d'exercer ma profession avec honneur, probité et indépendance, de respecter et faire respecter les lois. »
- Serment des conseillers prud'hommes : « Je jure de remplir mes devoirs avec zèle et intégrité et de garder le secret des délibérations. »[9]
- Serment des experts judiciaires : « Je jure, d'apporter mon concours à la Justice, d'accomplir ma mission, de faire mon rapport, et de donner mon avis en mon honneur et en ma conscience. »
- Serment des jurés de Cour d'assises : « Vous jurez et promettez d'examiner avec l'attention la plus scrupuleuse les charges qui seront portées contre X, de ne trahir ni les intérêts de l'accusé, ni ceux de la société qui l'accuse, ni ceux de la victime ; de ne communiquer avec personne jusqu'après votre déclaration ; de n'écouter ni la haine ou la méchanceté, ni la crainte ou l'affection ; de vous rappeler que l'accusé est présumé innocent et que le doute doit lui profiter ; de vous décider d'après les charges et les moyens de défense, suivant votre conscience et votre intime conviction avec l'impartialité et la fermeté qui conviennent à un homme probe et libre, et de conserver le secret des délibérations, même après la cessation de vos fonctions. » Après la lecture de la formule du serment par le président de la Cour, chaque juré dit : « je le jure. »
- Serment des magistrats de l'ordre judiciaire : « Je jure de remplir mes fonctions avec indépendance, impartialité et humanité, de me comporter en tout comme un magistrat digne, intègre et loyal et de respecter le secret professionnel et celui des délibérations »[10]
- Les membres du Conseil d’État et les magistrats de l'ordre administratif prêtent serment « de remplir leurs fonctions en toute indépendance, probité et impartialité, de garder le secret des délibérations et de se conduire en tout avec honneur et dignité. »[11]
- Serment des juges des tribunaux de commerce : « Je jure de bien et fidèlement remplir mes fonctions, de garder le secret des délibérations et de me conduire en tout comme un juge digne et loyal. »[12]
- Serment des magistrats de la Cour des comptes : « Je jure de bien et fidèlement remplir mes fonctions, de garder le secret des délibérations et de me conduire en tout comme un digne et loyal magistrat. »
- Serment des auditeurs de justice : « Je jure de garder le secret professionnel et de me conduire en tout comme un digne et loyal auditeur de justice. »[13]
- Serment des greffiers des services judiciaires : « Je jure de bien et loyalement remplir mes fonctions et de ne rien révéler ou utiliser de ce qui sera porté à ma connaissance à l'occasion de leur exercice. »
- Serment des géomètre-experts : « Je jure sur l’honneur d’exercer la profession de géomètre-expert avec conscience et probité, de garder le secret professionnel, de manifester une attitude loyale et correcte vis-à-vis de mes confrères et de respecter les textes régissant la profession. » [14]
- Serment des greffiers des tribunaux de commerce : « Je jure de bien et loyalement remplir mes fonctions et d'observer en tout les devoirs qu'elles m'imposent. »
- Serment des notaires : « Je jure de loyalement remplir mes fonctions avec exactitude et probité et d’observer en tout les devoirs qu’elles m’imposent. »[15]
- Serment des avocats : « Je jure, comme avocat, d'exercer mes fonctions avec dignité, conscience, indépendance, probité et humanité »[16]
Anciennement : « Je jure de ne rien dire ou publier comme défendeur ou conseil de contraire aux lois, aux règlements et aux bonne mœurs, à la sûreté de l'état et à la paix publique et de ne jamais m'écarter du respect dû aux tribunaux et aux autorités publiques. »[17]
- Serment des douaniers : « Je jure et promets de bien et loyalement remplir mes fonctions, et d'observer, en tout, les devoirs qu'elles m'imposent ».
- Serment des témoins : « Je jure de parler sans haine et sans crainte, de dire toute la vérité, rien que la vérité. »[18]
- Serment des facteurs (s'applique également à tous les salariés de la Poste : guichetiers, conseillers financiers, etc.) : « Je fais le serment de remplir avec conscience les fonctions qui me seront confiées. Je m'engage à respecter scrupuleusement l'intégrité des objets déposés par les usagers et le secret dû aux correspondances, aux informations concernant la vie privée dont j'aurai connaissance dans l'exécution de mon service. Je m'engage à exécuter avec probité les opérations financières confiées à La Poste. Je m'engage également à signaler à mes responsables hiérarchiques toute infraction aux lois et règlements régissant La Poste. »[19]
- Serment des agents de France Télécom : « Je fais le serment de remplir avec conscience et probité les fonctions qui me seront confiées. Je m'engage à respecter scrupuleusement le secret dû aux correspondances émises par la voie des télécommunications, aux informations à caractère privé et aux faits dont j'aurai connaissance dans l'exécution de mon service. Je m'engage également à signaler à mes responsables hiérarchiques toute infraction aux lois et règlements sur les télécommunications. »[20]
- Serment des gardes champêtres et gardes particuliers des propriétés: « Je jure et promets de bien et loyalement  remplir mes fonctions et d'observer en tout les devoirs qu'elles m'imposent. Je jure et promets en outre, de veiller à la conservation de toutes les propriétés qui sont sous la foi publique et toutes celles dont la garde m'a été confiée par l'acte de ma nomination. »
- Serment des inspecteurs de l'environnement : « Je jure et promets de bien et loyalement remplir mes fonctions et d'observer en tout les devoirs qu'elles m'imposent. Je jure également de ne rien révéler ou utiliser de ce qui sera porté à ma connaissance, à l'occasion de l'exercice de mes fonctions. »[21]
- Serment des agents de l'Administration pénitentiaire : « Je jure de bien et loyalement remplir mes fonctions et d’observer les devoirs qu’elles m’imposent dans le strict respect des personnes confiées au service public pénitentiaire et de leurs droits. Je m’engage à me conformer à la loi et aux ordres reçus et à ne faire qu’un usage légitime des pouvoirs qui me sont confiés. »[22]
- Serment des policiers et gendarmes d'active : « Je jure d’obéir à mes chefs en tout ce qui concerne le service auquel je suis appelé, et dans l’exercice de mes fonctions, de ne faire usage de la force qui m’est confiée que pour le maintien de l’ordre et l’exécution des lois. »
- Pour les agents de police judiciaire adjoints : « Je jure de bien et loyalement remplir mes fonctions, d'observer les devoirs et la réserve qu'elles m'imposent. Je me conformerai strictement aux ordres reçus dans le respect de la personne humaine et de la loi. Je promets de faire preuve de dévouement au bien public, de droiture, de dignité, de prudence et d'impartialité. Je m'engage à ne faire qu'un usage légitime de la force et des pouvoirs qui me sont confiés et à ne rien révéler ou utiliser de ce qui sera porté à ma connaissance lors de l'exercice de mes fonctions. »[23]

#### AuLuxembourg
- Serment des avocats : « Je jure fidélité au Grand-Duc, obéissance à la Constitution et aux lois de l’Etat ; de ne pas m’écarter du respect dû aux tribunaux ; de ne conseiller ou défendre aucune cause que je ne croirai pas juste en mon âme et conscience. »[24]

#### EnSuisse
- Serment des avocats du canton de Genève: « Je jure ou je promets solennellement : d'exercer ma profession dans le respect des lois avec honneur, dignité, conscience, indépendance et humanité ; de ne jamais m'écarter du respect dû aux tribunaux et aux autorités ; de n'employer sciemment, pour soutenir les causes qui me seront confiées, aucun moyen contraire à la vérité, de ne pas chercher à tromper les juges par aucun artifice, ni par aucune exposition fausse des faits ou de la loi ; de m'abstenir de toute personnalité offensante et de n'avancer aucun fait contre l'honneur et la réputation des parties, s'il n'est indispensable à la cause dont je serai chargé ; de n'inciter personne, par passion ou par intérêt, à entreprendre ou à poursuivre un procès ; de défendre fidèlement et sans compromission les intérêts qui me seront confiés ; de ne point rebuter, par des considérations qui me soient personnelles, la cause du faible, de l'étranger et de l'opprimé. »
- Serment des avocats du canton de Vaud : « Je promets, comme avocat, d'exercer ma fonction avec dignité, conscience, indépendance, probité et humanité et de respecter les obligations professionnelles prévues par la loi. »[25].
- Serment des traducteurs : « Je jure ou je promets solennellement : de remplir avec dévouement les devoirs de la fonction à laquelle je suis appelé ; de me conformer complètement à ce qu'exigent les lois et règlements qui la concernent ; et, en général, d'apporter à l'exécution des travaux qui me sont confiés, fidélité, discrétion, zèle et exactitude. »

### Ingénierie

#### Au Canada
- Serment de l'engagement de la cérémonie de l'anneau de fer qui est une tradition canadienne qui date de 1925. Cet engagement est facultatif à la profession, mais il est très utilisé dans les universités canadiennes lors de la graduation des ingénieurs[26] : « Moi, [votre nom], en toute liberté, devant nos marraines , nos parrains et mes pairs en ma profession, je m’engage sur mon honneur et sur ce fer froid que, au meilleur de mes connaissances et de mes capacités, je ne tolérerai pas, ne laisserai pas passer ni ne participerai à la réalisation d’un travail de mauvaise qualité, ni n’utiliserai des matériaux défectueux relativement aux travaux que j’exécuterai à titre d’ingénieur, tout en respectant mes convictions envers le monde entier.

Je m’engage à donner de mon temps avec générosité; je partagerai mes idées; je ferai preuve de vigilance en ce qui a trait à l’utilisation, à la stabilité et à la perfection de tous les travaux auxquels je participerai.
J’accepterai une juste rémunération pour les travaux qui me seront confiés. Je préserverai ma réputation selon mon engagement. Je ne manipulerai pas quiconque avec qui je traiterai, ni ne chercherai à en altérer le jugement ou à en tirer un gain personnel. De plus, je lutterai avec diligence contre l’envie professionnelle ou le dénigrement de mes collègues de travail, quel que soit leur domaine d’activité.
Je demande pardon à l’avance à nos marraines, nos parrains et à mes pairs ici rassemblés dans le cadre de mon engagement, pour mes échecs et manquements certains. Je veux qu’à l’heure de mes tentations, où je connaîtrai faiblesses et lassitude, que le souvenir de mon engagement m’aide, me réconforte et me contraigne. »

### Médecine
Serment d'Hippocrate

#### En France
- Serment de l'Ordre des médecins[27] : « Au moment d’être admis(e) à exercer la médecine, je promets et je jure d’être fidèle aux lois de l’honneur et de la probité.

Mon premier souci sera de rétablir, de préserver ou de promouvoir la santé dans tous ses éléments, physiques et mentaux, individuels et sociaux.
Je respecterai toutes les personnes, leur autonomie et leur volonté, sans aucune discrimination selon leur état ou leurs convictions. J’interviendrai pour les protéger si elles sont affaiblies, vulnérables ou menacées dans leur intégrité ou leur dignité. Même sous la contrainte, je ne ferai pas usage de mes connaissances contre les lois de l’humanité.
J’informerai les patients des décisions envisagées, de leurs raisons et de leurs conséquences.
Je ne tromperai jamais leur confiance et n’exploiterai pas le pouvoir hérité des circonstances pour forcer les consciences.
Je donnerai mes soins à l’indigent et à quiconque me les demandera. Je ne me laisserai pas influencer par la soif du gain ou la recherche de la gloire.
Admis(e) dans l’intimité des personnes, je tairai les secrets qui me seront confiés. Reçu(e) à l’intérieur des maisons, je respecterai les secrets des foyers et ma conduite ne servira pas à corrompre les mœurs.
Je ferai tout pour soulager les souffrances. Je ne prolongerai pas abusivement les agonies. Je ne provoquerai jamais la mort délibérément.
Je préserverai l’indépendance nécessaire à l’accomplissement de ma mission. Je n’entreprendrai rien qui dépasse mes compétences. Je les entretiendrai et les perfectionnerai pour assurer au mieux les services  qui me seront demandés.
J’apporterai mon aide à mes confrères ainsi qu’à leurs familles dans l’adversité.
Que les hommes et mes confrères m’accordent leur estime si je suis fidèle à mes promesses ; que je sois déshonoré(e) et méprisé(e) si j’y manque. »

### Pharmacie
Serment de Galien

### Médecinevétérinaire
Serment de Bourgelat

### Optique optométrie
Serment de l'opticien et de l'optométriste

### Sciencesettechniques
Serment d'Archimède, élaboré en 1990 par l'École polytechnique fédérale de Lausanne, sur le modèle du Serment d'Hippocrate

### Toutes les sciences universitaires
Serment doctoral, introduit par un arrêté du 26 août 2022 modifiant l'arrêté du 25 mai 2016 et en application de l'article L612-7 du code de l'éducation qui concerne le doctorat (PhD dans le monde anglo-saxon) : " En présence de mes pairs. Parvenu(e) à l'issue de mon doctorat en [le nouveau docteur cite sa discipline], et ayant ainsi pratiqué, dans ma quête du savoir, l'exercice d'une recherche scientifique exigeante, en cultivant la rigueur intellectuelle, la réflexivité éthique et dans le respect des principes de l'intégrité scientifique, je m'engage, pour ce qui dépendra de moi, dans la suite de ma carrière professionnelle quel qu'en soit le secteur ou le domaine d'activité, à maintenir une conduite intègre dans mon rapport au savoir, mes méthodes et mes résultats."

### Politique

#### En Belgique.
- Serment des ministres : "Je jure fidélité au Roi, obéissance à la Constitution et aux lois du Peuple belge"[28].
- Serment des membres de la Chambre des représentants et du Sénat : "Je jure d’observer la Constitution"[28].

#### EnAllemagne
- Serment du chancelier et de ses ministres : « Je jure, de consacrer mes forces au bien du peuple allemand, d'accroître ce qui lui est profitable, d'écarter de lui tout dommage, de respecter et défendre la Loi fondamentale et les lois de la Fédération, de remplir mes devoirs avec conscience et d'être juste envers tous. Que Dieu me vienne en aide ! » (la référence à Dieu n'est pas obligatoire).

#### EnGrèce
- Serment du Président de la République : « Je jure au nom de la Trinité Sainte, Consubstantielle et Indivisible d'observer la Constitution et les lois, de veiller à leur fidèle observation, de défendre l'indépendance nationale et l'intégrité du Pays, de protéger les droits et les libertés des Hellènes et de servir l'intérêt général et le progrès du Peuple Hellène. »

#### ÀMadagascar
- Serment du chef de l'état : « Devant le Dieu Créateur, la Nation et le Peuple, je jure de remplir intégralement et équitablement mes responsabilités de Chef de l'État Malgache. Je jure d'utiliser les pouvoirs qui me sont conférés ainsi que toute mon énergie à défendre l'unité nationale et les droits humains. Je jure de respecter et de veiller comme sur la prunelle de mes yeux à la Constitution et aux lois de l'État, et de chercher constamment le bien du Peuple malgache sans aucune discrimination. »

#### EnSuisse
- Serment des parlementaires : « Je jure devant Dieu tout-puissant d'observer la Constitution et les lois et de remplir en conscience les devoirs de ma charge. » Une formule de promesse solennelle, sans référence à Dieu, est aussi possible : « Je promets d'observer la Constitution et les lois et de remplir en conscience les devoirs de ma charge. »[29]

#### AuCanada
- Serment de citoyenneté (ou serment d'allégeance) : « J'affirme solennellement que je serais fidèle et porterai sincère allégeance à Sa Majesté le Roi Charles III, roi du Canada, à ses héritiers et successeurs, que j'observerai fidèlement les lois du Canada et que je remplirai loyalement mes obligations de citoyen(ne) canadien(ne). »

#### AuQuébec
- Serment des députés au Parlement : « Je, (nom du député), jure [déclare solennellement] que je serai fidèle et porterai vraie allégeance à Sa Majesté le roi Charles III. »

« Je, (nom du député), déclare sous serment que je serai loyal envers le peuple du Québec et que j'exercerai mes fonctions de député avec honnêteté et justice dans le respect de la constitution du Québec. »

### Armée

#### EnFrance
- Serment des Officiers de Marine lors de la remise des sabres : « Je jure de servir, avec honneur et fidélité, pour le bien du service et le succès des armes de la France »[30]

#### EnSuisse
- Serment des militaires en cas de service actif : « Je jure de servir la Confédération suisse de toutes mes forces ; de défendre courageusement les droits et la liberté du peuple suisse ; de remplir mon devoir, au prix de ma vie s'il le faut ; de rester fidèle à ma troupe et à mes camarades ; de respecter les règles du droit des gens en temps de guerre. »[31]
- Serment du Général (tel que prononcé par le Général Henri Guisan en 1939): « Je jure fidélité à la Confédération. Je jure de protéger et de défendre de toutes mes forces et au péril de ma vie, avec les troupes qui me sont confiées, l'honneur, l'indépendance et la neutralité de la patrie. Je jure de me conformer strictement aux instructions du Conseil fédéral sur le but visé par la levée des troupes. »

#### AuVatican
- Serment de la Garde suisse au Vatican : « Je jure de servir fidèlement, loyalement, et de bonne foi le Souverain Pontife régnant… et ses légitimes successeurs : de me dévouer pour eux de toutes mes forces sacrifiant, si nécessaire, ma vie pour leur défense. J'assume les mêmes devoirs vis-à-vis du Sacré Collège des cardinaux durant la vacance du Siège Apostolique. Je promets, en outre, au Commandant et aux autres supérieurs respect, fidélité et obéissance. Je jure d'observer tout ce que l'honneur exige de mon état. »

### Autres professions

#### En France
- Serment des architectes : « Dans le respect de l'intérêt public qui s'attache à la qualité architecturale, je jure d'exercer ma profession avec conscience et probité et d'observer les règles contenues dans la loi sur l'architecture et dans le code des devoirs professionnels. »
- Serment des agents et personnels soumis à l'agrément d'un ministre : « Je jure de bien et fidèlement remplir mes fonctions et de ne rien révéler ou utiliser de ce qui sera porté à ma connaissance à l'occasion de leur exercice. »

#### En Belgique
- Serment des géomètre-experts : « Je jure fidélité au Roi, obéissance à la Constitution et aux lois du peuple belge, et je jure de remplir fidèlement, en âme et conscience, les missions qui me seront confiées en qualité de géomètre-expert. »

## Ensport
- Serment olympique des arbitres : « Au nom de tous les juges et officiels, je promets que nous remplirons nos fonctions pendant ces Jeux Olympiques en toute impartialité, en respectant et en suivant les règles qui les régissent, dans un esprit de sportivité. »
- Serment du lutteur : « Je jure de lutter en toute loyauté, sans traîtrise et sans brutalité, pour mon honneur et celui de mon pays. En témoignage de ma sincérité et pour suivre la coutume de mes ancêtres, je tends à mon émule ma main et ma joue. »
- Serment de l'Arbitre et du Jeune Arbitre de Tir à l'arc de la Fédération Française de Tir à l'Arc (FFTA) : "Je jure, sur l'honneur, d'appliquer et de faire appliquer exactement et loyalement les règlements établis par la FFTA, dans toutes les épreuves sportives (Bouquets Provinciaux, Concours Fédéraux, Concours FITA, Tir en Campagne ou Parcours Nature) auxquelles je prendrai part ou pour lesquelles je serai désigné comme arbitre. Conscient de l'honneur qui m'est fait en m'admettant parmi les arbitres de la fédération, j'accepte d'en être exclu dans les conditions qui m'ont été précisées si je manquais aux devoirs qui m'incombent de ce fait. En foi de quoi, je m'engage en signant le présent Procès-verbal."  Après avoir réussi l'examen national d'arbitre, fédéral ou assistant ou jeune arbitre (- 18 ans), les arbitres de la FFTA prêtent serment lors d'une réunion officielle d'arbitres (recyclage annuel des arbitres en Ile-de-France) ou lors d'une assemblée de ligue (responsables de club et arbitres). Ils ne sont autorisés à arbitrer officiellement qu'après la prestation de serment[32].
- Serment d'Icare (l'engagement du pratiquant des sports aériens) : "- Conscient du privilège que constituent les joies du vol, je n'oublierai jamais les responsabilités qui en découlent, pour assurer la sécurité de mes passagers et des gens au sol. - Je respecterai rigoureusement les règlements et les principes de déontologie applicable à mon activité aérienne, depuis la préparation jusqu'à l’exécution du vol. - Je m'efforcerai d'entretenir et de perfectionner mes connaissances théoriques et techniques. Je connaitrai les limites de mes compétences et celles du matériel et veillerai à ne pas les dépasser. Je préparerai un éventuel vol de démonstration avec minutie en m’efforçant de ne pas m'approcher des limites de la machine. - Étant donné l'ampleur des conséquences d'une défaillance de ma part, je surveillerai particulièrement ma santé physique et morale et m'abstiendrai notamment de boire de l'alcool avant de voler. - Si j'emmène un passager, je n'omettrai pas de clarifier la situation vis-à-vis de assurances; je ne chercherai jamais à l'éblouir et encore moins à l'effrayer. - Je signalerai toute panne ou détérioration, réparée ou non, au responsable du matériel, ainsi que tout incident susceptible d'intéresser la sécurité. - Je respecterai toujours les principes de courtoisie et de solidarité qui animent la vie de la collectivité aéronautique et assurent sa réputation. Je ferai profiter de mon expérience les moins expérimentés et j'écouterai attentivement ceux qui le sont davantage. - J'aurai ainsi contribué à renforcer la sécurité des sports aériens et à améliorer l'image que s'en fait le public."

## Dans l'histoire

### En France
- Serments de Strasbourg, 14 février 842
- Serment du Jeu de paume, le 20 juin 1789
- Serments prêtés à la Fête de la Fédération le 14 juillet 1790 :
  - par La Fayette, commandant de la garde nationale : « Nous jurons de rester à jamais fidèles à la nation, à la loi et au roi, de maintenir de tout notre pouvoir la Constitution décrétée par l'Assemblée nationale et acceptée par le roi et de protéger conformément aux lois la sûreté des personnes et des propriétés, la circulation des grains et des subsistances dans l'intérieur du royaume, la prescription des contributions publiques sous quelque forme qu'elle existe, et de demeurer unis à tous les Français par les liens indissolubles de la fraternité ».
  - par le roi Louis XVI : « Moi, roi des Français, je jure d'employer le pouvoir qui m'est délégué par la loi constitutionnelle de l'État, à maintenir la Constitution décrétée par l'Assemblée nationale et acceptée par moi et à faire exécuter les lois ».
- Serment à la constitution civile, 1791 : « Je jure de veiller avec soin sur les fidèles de la paroisse (ou du diocèse) qui m'est confiée, d'être fidèle à la Nation, à la Loi, au Roi et de maintenir de tout mon pouvoir la Constitution décrétée par l'Assemblée nationale et acceptée par le Roi. »
- Serment « Égalité Liberté » du 14 août 1792 : « Je jure d'être fidèle à la nation et de maintenir la liberté et l'égalité ou de mourir en les défendant. »
- Serment républicain du 10 mars 1796 : « Je jure haine à la royauté, attachement et fidélité à la République et à la Constitution de l'an III. »
- Serment républicain du 12 janvier 1797 : « Je jure haine à la royauté et à l'anarchie, attachement et fidélité à la République et à la Constitution de l'an III. »
- Serment constitutionnel prononcé par Napoléon Ier lors de la cérémonie de son sacre, le 2 décembre 1804 : « Je jure de maintenir l'intégrité du territoire de la République ; de respecter et de faire respecter les lois du concordat et la liberté des cultes ; de respecter et faire respecter l'égalité des droits, la liberté politique et civile, l'irrévocabilité des ventes des biens nationaux ; de ne lever aucun impôt, de n'établir aucune taxe qu'en vertu de la loi ; de maintenir l'institution de la légion d'honneur ; de gouverner dans la seule vue de l'intérêt, du bonheur et de la gloire du peuple français. »
- Serment prêté par Louis Napoléon Bonaparte élu président de la République française le 20 décembre 1848 : « En présence de Dieu et devant le peuple français représenté par l'Assemblée nationale, je jure de rester fidèle à la République démocratique une et indivisible et de remplir tous les devoirs que m'impose la Constitution. »
- Serment de Koufra, prononcé le 2 mars 1941 par le colonel Leclerc.

## Divers
- Serment de citoyenneté canadienne lors de l'acquisition de la nationalité canadienne : « Je jure » (ou « déclare solennellement ») « que je serai fidèle et que je porterai sincère allégeance à Sa Majesté le Roi Charles Trois, Roi du Canada, à ses héritiers et à ses successeurs en conformité de la loi et que j'observerai fidèlement les lois du Canada et remplirai mes devoirs de citoyen canadien. »
- Serment d'allégeance au drapeau des États-Unis : « Je jure fidélité au drapeau des États Unis d'Amérique et à la République qu'il incarne : une nation unie sous le commandement de Dieu, indivisible, avec la liberté et la justice pour tous. »